# تری متیل تین کلرید
تری متیل تین کلرید (به انگلیسی: Trimethyltin chloride) با فرمول شیمیایی C۳H۹SnCl یک ترکیب شیمیایی است. که جرم مولی آن ۱۹۹٫۲۷ g/mol می‌باشد. 